# Mr. Brightside
Singles de The Killers
Somebody Told Me
(2004)
Pistes de Hot Fuss
Jenny Was a Friend of Mine Smile Like You Mean It
Mr. Brightside est une chanson du groupe américain de rock The Killers écrite et composée par Brandon Flowers et Dave Keuning.
Sortie à l'origine comme premier single du groupe en édition limitée au Royaume-Uni sur le label indépendant Lizard King le 29 septembre 2003, elle est rééditée à plus large échelle en 2004 après le succès international du titre Somebody Told Me, et entre à son tour dans les hit-parades de plusieurs pays.
Elle figure sur le premier album du groupe, Hot Fuss, sorti le 7 juin 2004.
En mai 2024, au Royaume-Uni, Mr. Brightside devient le titre le plus vendu à n'avoir jamais été numéro 1 (meilleur classement, 10e), avec 1 066 000 ventes réelles et 530 340 000 streams (soit 5 570 000 équivalent ventes), devançant Wonderwall d'Oasis (meilleur classement 2e).    
La chanson détient également le record de présence dans le classement officiel des ventes de singles, avec, au 22 novembre 2024, 437 semaines passées dans le hit-parade.
La partie chantée ne présente pas une structure refrain-couplet traditionnelle, mais une structure da capo.

## Clips Vidéos
Il existe deux clips pour Mr. Brightside. Le premier, filmé en noir et blanc par Brad et Brian Palmer en avril 2004 à New York, montre le groupe en train de jouer.
Le deuxième, réalisé par Sophie Muller en novembre 2004 à Los Angeles, met en scène un triangle amoureux entre le chanteur du groupe, Brandon Flowers, l'actrice Izabella Miko et l'acteur Eric Roberts en plein Burlesque américain. Tous les trois reprennent leurs rôles dans le clip de la chanson Miss Atomic Bomb (en) en 2012. Cette suite est réalisée par Warren Fu (en).

## Classements hebdomadaires
| Classement (2004-2024)         | Meilleure place |
| ------------------------------ | --------------- |
| Allemagne (GfK Entertainment)  | 60              |
| Australie (ARIA)               | 19              |
| Autriche (Ö3 Austria Top 40)   | 54              |
| Écosse (OCC)                   | 12              |
| États-Unis (Billboard Hot 100) | 10              |
| Irlande (Irish Singles Chart)  | 42              |
| Italie (FIMI)                  | 40              |
| (Billboard Global 200)         | 92              |
| Nouvelle-Zélande (RMNZ)        | 15              |
| Pays-Bas (Single Top 100)      | 66              |
| Royaume-Uni (UK Singles Chart) | 10              |

## Certifications
| Pays                       | Certification | Date       | Unités certifiées |
| -------------------------- | ------------- | ---------- | ----------------- |
| Allemagne (BVMI)           | 3 × Platine   | 2023       | 900 000           |
| Australie (ARIA)           | 22 × Platine  | 11/2024    | 1 540 000         |
| Brésil (Pro-Música Brasil) | 2 × Platine   | 2024       | 120 000           |
| Espagne (Promusicae)       | 2 × Platine   | 2024       | 120 000           |
| États-Unis (RIAA)          | Diamant       | 12/01/2024 | 10 000 000        |
| Italie (FIMI)              | 2 × Platine   | 2024       | 200 000           |
| Nouvelle-Zélande (RMNZ)    | 8 × Platine   | 2023       | 240 000           |
| Royaume-Uni (BPI)          | 10 × Platine  | 22/11/2024 | 6 000 000         |